# Soms denk ik wel eens bij mezelf...
 Soms denk ik wel eens bij mezelf … is een  verzamelbundel van de  hand van Wim Kan met ruim honderd gedachten van hemzelf en anderen. Het boekje werd in 1983 uitgegeven door de Stichting Collectieve Propaganda van het Nederlandse Boek, ter gelegenheid van de Boekenweek 1983, die dat jaar als motto had: “Vrije tijd? Een boek werkt!”. Er werden er 400.000 van gedrukt in een afwijkend klein formaat. Het voorwoord is van Simon Carmiggelt.

## Een enkele van de ruim 100 gedachten
- Je kunt niets belachelijk maken wat al niet een beetje belachelijk is.
- Toen keizer Hirohito van Japan een bezoek aan Nederland bracht, nu ruim tien jaar geleden, hebben vorstenhuis, ministers, NRC Handelsblad, Elsevier en vele andere instanties zich zo volkomen belachelijk gemaakt, dat ik het zonde van dit boekje vind, daaraan  nu nog een gedachte te besteden.
- Een legerpredikant vind ik net zo iets als een vegetarische slager.
- Boekenbal! Alweer een avond dat niemand leest.